# Kuşu, Simav
Kuşu là một xã thuộc huyện Simav, tỉnh Kütahya, Thổ Nhĩ Kỳ. Dân số thời điểm năm 2008 là 2.451 người.